# 白令海等鰭鰈
白令海等鰭鰈為輻鰭魚綱鰈形目鰈亞目鰈科的其中一種，為温帶海水魚，分布於東太平洋白令海、阿留申群島至美國加州海域，棲息深度20-245公尺，體長可達55公分，棲息在泥底質底層水域，會進行洄游，夏季生活在深水域，冬季會游至淺水域，以蠕蟲、蝦子及小魚為食，生活習性不明，可作為食用魚及遊釣魚。